# ولدون، نورث‌همپتون‌شر
ولدون (به انگلیسی: Weldon) یک روستا و محله مدنی در بریتانیا است که در Corby واقع شده‌است. ولدون ۲٬۰۹۹ نفر جمعیت دارد.